# U-23サッカーオマーン代表
U-23サッカーオマーン代表は、オマーンサッカー協会（OFA）によって構成される、オマーンのサッカーの23歳以下のナショナルチームである。
23歳以下の選手を対象とするオリンピックに出場するためのチームである。そのため、オリンピックの前年にはU-22サッカーオマーン代表、そのさらに前年にはU-21サッカーオマーン代表と呼称が変わる。

## 歴史
2012年ロンドン五輪予選ではアジア地区4位となり、勝者が本大会出場となるセネガルとの一発勝負に臨んだ（2012年4月23日・コヴェントリー）が、0-2で敗れて本戦出場に一歩届かなかった。2014年1月には第1回AFC U-22選手権（現・AFC U23アジアカップ）を自国で開催したが、1次リーグ敗退の結果に終わった。

## オリンピックの成績
- 1992 - 予選敗退
- 1996 - 予選敗退
- 2000 - 予選敗退
- 2004 - 予選敗退
- 2008 - 予選敗退
- 2012 - 予選敗退
- 2016 - 予選敗退
- 2020 - 予選敗退
- 2024 - 予選敗退

## アジア競技大会の成績
- 2002 - グループリーグ敗退
- 2006 - グループリーグ敗退
- 2010 - ベスト8
- 2014 - グループリーグ敗退

## AFC U-23選手権の成績
- 2013 - グループリーグ敗退 (開催国)
- 2016 - 予選敗退
- 2018 - グループリーグ敗退
- 2020 - 予選敗退
- 2022 - 予選敗退
- 2024 - 予選敗退